# 田汝弼
田汝弼（19世纪？—1940年代？）字景富，山西省大同府渾源州人，晋北自治政府、蒙疆联合自治政府官员。

## 生平
田汝弼早年曾留学日本。民国四年（1915年） ，李文淑（应县下社李堡人）联合刘劝功（朔县人）、田汝弼等官僚士绅集资成立大应广济股份有限公司，兴办水利。
晋北自治政府成立后，他出任晋北自治政府民生厅厚生科科长，并且兼任大同兴亚协进会总会副会长（总会长为夏恭）。1939年晋北自治政府改为晋北政厅，隶属蒙疆联合自治政府，他出任晋北政厅长官。1943年，晉北政厅改为大同省公署，他继续任大同省省长。1943年秋，他转任由财政部改组而成的经济部部长。后来他在经济部部长任上逝世，其经济部部长一职由杜运宇接任。

## 家庭
他是田應璜的长子。